# Pak Min-jong
Pak Min-jong (korejsky: 박민영, anglický přepis: Park Min-young; * 4. března 1986 Soul) je jihokorejská herečka. Proslavila se v historickém dramatu Sungkyunkwan Scandal (2010) a od té doby hrála v televizním seriálu City Hunter (2011), Glory Jane (2011), Dr. Jin (2012), A New Leaf (2014), Healer (2014–2015), Remember (2015–2016), Queen for Seven Days (2017), What's Wrong with Secretary Kim (2018), Her Private Life (2019) a When the Weather is Fine (2020).

## Filmografie

### Filmy
- The Cat (2011)

### Televizní seriály
- Sungkyunkwan Scandal (2010)
- City Hunter (2011)
- Glory Jane (2011)
- Dr. Jin (2012)
- A New Leaf (2014)
- Healer (2014–2015)
- Remember (2015–2016)
- Queen for Seven Days (2017)
- What's Wrong with Secretary Kim (2018)
- Her Private Life (2019)
- When the Weather Is Fine (2020)